# 昭明寺塔
昭明寺塔，位于中国福建省福鼎市桐城街道柯岭村，梁大通元年（527年）始建，明嘉靖十三年（1534年）重建。位于昭明寺中央，塔高25.6米，空心，六角，为仿木构楼阁式砖塔。基座以石块砌成，第一层有外廊，每层屋顶出檐叠涩而成，以上逐层收小。各层正中有佛龛，佛龛内供奉有佛像。塔中空，有楼梯可登至塔顶。底层塔身写有文字，记载本寺田产。2009年11月16日公布为第七批福建省文物保护单位。